# 恋の映画を作ろう
『恋の映画を作ろう』は、2013年に製作された映画。尹芝恵、小谷地希、今野悠夫主演。大木ミノル監督、脚本。

## 概要
- 『夏の桜(最寄りの怪談)』『大阪最後の日』の大木ミノル監督長編。
- 単館劇場シアターセブンで２週間に渡り独占公開した劇場映画。
- 『サイコ・イコール』『サンズ SUN OF THE DEAD』等で知られる阿見松ノ介の高校時代の実話を基に映画化。
- 関西全域に渡る大規模ロケーションにより実現したノスタルジックな映像美と世界中から参加したアーティストらの音楽によるエンターティメント映画。
- ９０年代初頭のバブル末期の日本を舞台に高校生一哉ら三人の自主映画製作を恋あり、笑いあり、涙ありで描く感動作。
- 2014年にDVD化発売された『恋の映画を作ろう ディレクターズカット版』は本作の３０分を削除した短縮版である。

## あらすじ
今から２０年程前、高校生だった一哉は喜劇王ハロルド・ロイドの大ファン。

　転校生で恋心を抱く青野晶子に近づく為に彼女をヒロインにしたサイレント映画を作る事を思いつく。

　しかし、それは思わぬ事件を次々と巻き起こす事になる・・・。

　一哉たち高校生が作る映画は無事完成し、公開出来るのか？！

　誰もが観た事のある　あの風景、よくあるようでなかった感動のストーリーがここにあります。

## キャスト
- 尹芝恵：青野晶子
- 小谷地希：弘中一哉
- 今野悠夫：堀田正和
- 齋藤琢磨：横地一太
- 夏守陽平：弘中一郎
- 若林奈緒子：弘中末子
- 沖一文字：二代目書店経営者